# La última orden
La última orden (título original: The Last Command) es una película muda estadounidense de 1928 dirigida por Josef Von Sternberg, y escrita por John F. Goodrich y Herman J. Mankiewicz. Esta película consiguió por medio de Emil Jannings el Óscar correspondiente al mejor actor en la primera edición de dichos premios. También fue nominada como mejor mejor guion original.
En 2006, la película fue considerada «cultural, histórica y estéticamente significativa» por la Biblioteca del Congreso de Estados Unidos y seleccionada para su preservación en el National Film Registry.

## Trama
La película se basa en la vida de un general ruso "blanco", Lodijensky, que había servido en el ejército del Zar Nicolás II de Rusia, y que se ve obligado a huir de Rusia tras la Revolución de 1917, y que termina trabajando como extra en una película de Hollywood en la que encarna a un personaje cuya vida es idéntica a la suya. Esta extraña e insólita situación hace que afloren a su memoria los recuerdos del pasado.

## Reparto
- Emil Jannings - Gran Duque Sergius Alexander
- Evelyn Brent - Natalie Dabrova
- William Powell - Leo Andreyev
- Jack Raymond - el asistente
- Nicholas Soussanin - el ayudante
- Michael Visaroff - el guardaespaldas
- Fritz Feld - Un revolucionario

## Óscar
| Año       | Categoría       | Receptor      | Resultado |
| --------- | --------------- | ------------- | --------- |
| 1927-1928 | Mejor actor     | Emil Jannings | Ganador   |
| 1927-1928 | Mejor argumento | Lajos Biró    | Nominado  |